# تروفيو بالما 2015
تروفيو بالما 2015 (بالفرنسية: Trofeo Playa de Palma-Palma 2015)‏  هو سباق دراجات هوائية، وهو الموسم رقم 24 من نفس السباق، وأقيم في 1 فبراير 2015، وامتدّ لمسافة 168.2 كيلومتر، وهو أحد سباقات طواف أوروبا للدراجات 2015، وقد شارك في السباق 172 متسابقاً ووصل إلى نهايته 126 متسابقاً.
فاز فيه بالمركز الأول ماتيو بيلوتشي، وبالمركز الثاني أندريه جريبيل، وبالمركز الثالث بن سويفت، والفريق الفائز في ترتيب الفرق Cannondale-Garmin 2015.

## الفائزون
| الترتيب    | الفائز            |
| ---------- | ----------------- |
| الفائز     | ماتيو بيلوتشي     |
| الثاني     | أندريه جريبيل     |
| الثالث     | بن سويفت          |
| تسلق الجبل | Unai Intziarte ‏   |
| أفضل شاب   | هنريك إيفنسن      |
| مجموعة     | Unai Intziarte ‏   |
| الفريق     | Cannondale-Garmin |